# Monasterio de San Bernardo (Burgos)
El monasterio de San Bernardo de Burgos es un cenobio de monjas cistercienses popularmente conocidas como Bernardas, sito al final del paseo de los Pisones de la capital burgalesa (Comunidad de Castilla y León, España). 

## Historia
La Comunidad Cisterciense existía ya en desde 1180 en Renuncio (Burgos) y más tarde se trasladó al monasterio de la calle Calzadas (edificio que, adaptado en su interior, es actualmente la Escuela Municipal de Música Antonio de Cabezón de Burgos.
En 1973 la Comunidad se asentó en la actual y moderna sede del paseo de los Pisones, que incluye una hospedería anexa.